# رودريغو لوبيز (لاعب كرة قدم)
رودريغو لوبيز هو لاعب كرة قدم باراغواياني في مركز الوسط، ولد في 29 مارس 2002. لعب مع نادي ليبرتاد.

## وصلات خارجية
- رودريغو لوبيز (لاعب كرة قدم) على موقع قاعدة بيانات كرة القدم.إي يو (الإنجليزية)
- رودريغو لوبيز (لاعب كرة قدم) على موقع Soccerway.com (الإنجليزية)